# Câmara de Comércio e Indústria Luso-Alemã
A Câmara de Comércio e Indústria Luso-Alemã (CCILA) (em alemão: Deutsch-Portugiesische Industrie- und Handelskammer), fundada em 1954, é uma associação portuguesa com sede em Lisboa que faz parte da rede mundial de mais de 117 Câmaras de Comércio e Indústria do Exterior da Alemanha (AHK, em alemão: Auslandshandelskammer) em 80 países.

## Funcões
Com mais de 1000 sócios em Portugal e na Alemanha, a câmara é um dos pontos de partida e centro de serviços para a economia bilateral. O objectivo da câmara consiste em fomentar as relações económicas entre a Alemanha e Portugal, apoiar os sócios e oferecer um conjunto de serviços. A Câmara apoia sobretudo empresas médias alemãs a entrarem no mercado português. Da mesma forma, as empresas portuguesas são apoiadas no início ou na ampliação das suas actividades comerciais na Alemanha. A câmara oferece para as empresas um centro de encontro, a possibilidade de troca de informação bem como acesso a uma rede de contactos e o know-how das câmaras alemãs existente no estrangeiro.

## Qualificação profissional Centro DUAL
A procura de profissionais qualificados a nível de quadros médios e a inexistência até à data do ensino profissional levaram a que em 1983 fosse fundado o serviço de qualificação profissional da câmara por iniciativa de empresas multinacionais alemãs, tais como AEG (extinta em 1996), Robert Bosch, Hoechst (extinta, ex-Aventis, hoje Sanofi-Aventis), Miele, Siemens entre outras. Em 2007 este serviço passou a designar-se DUAL (Centro DUAL), baseando-se nos princípios e métodos de aprendizagem alemã (Sistema Dual). A escola ministra vários cursos dando equivalência ao 12.º ano de escolaridade. Concebe ainda formação específica para empresas. A DUAL tem centros em Lisboa, Porto e Portimão.
A qualificação profissional permite que os conhecimentos adquiridos em sala sejam cimentados e testados na prática permanentemente ao longo da qualificação. Não só na qualificação de activos, mas sobretudo na qualificação inicial de jovens este conceito marca a diferença. Os alunos entram para os cursos da escola e toda a sua preparação académica é feita em duas vertentes: aulas e prática em ambiente de trabalho. Assim, nos cursos de qualificação DUAL (dois anos) os formandos estão quatro dias por semana na empresa e têm apenas um dia por semana de aulas teóricas. Nos cursos de aprendizagem DUAL (dois anos e meio) os formandos têm blocos intensivos de aulas sendo depois colocados em empresas onde estão 4/3 dias por semana e têm 1/2 dias por semana de aulas teóricas na DUAL.
A DUAL apresenta seis serviços distintos na área da qualificação:
- Qualificação Inicial DUAL - que se destina a jovens que querem preparar-se para uma vida profissional futura e para empresas que pretendem receber jovens formandos.
- Qualificação Contínua DUAL - para profissionais que pretendem adquirir novas competências ou actualizar e desenvolver as já adquiridas.
- Qualificação Intra-Empresa DUAL - para empresas que pretendem programas de qualificação personalizados e ajustados à sua realidade e necessidade, como também qualificação superior, qualificação em hotelaria e CNO (Centro Novas Oportunidades).

## Sócios
Annual Partner 2024
- Diamond: DHL, Leica, Mainvision, S+, Siemens
- Platinum: AA, Bayern, Garcia Garcia, Groz-Beckert, Stihl
- Gold: Boehringer, Commerzbank, Fresenius Kabi, Lidl, Merck, SAP, DB, SIVA, WÜRTH
- Silver: O BASF, LBDO, BOSCH, BOLLINGHAUS, Deutsche Bank, Caixa Geral Depositos, Footprint Consulting, Fuchs, JobImpulse, Kirchhoff, Lufthansa LGSP, Mercedes-Benz, Merkur, Morais Leitão, PL MJ, Prezero, Schunk, SEW eurodrive, TeamViewer.